# Mireille Hartuch
Mireille Hartuch, conocida simplemente como Mireille, (30 de septiembre de 1906-29 de diciembre de 1996) fue una cantante, compositora y actriz francesa.

## Biografía
Mireille Hartuch nació en París hija de padres judíos. Su madre provenía de una familia de músicos y cuando Mireille era niña le enseñó a tocar el piano y la alentó a seguir una carrera profesional en la música. 
Durante su adolescencia trabajó en el teatro y óperas e influida por la música de las grandes salas de baile de París, comenzó a componer música para teatro. 
En sus representaciones se presentaba simplemente como Mireille, ya que en la época era una práctica común usar el nombre de pila. En 1928 comenzó una colaboración con el letrista Jean Nohain (1900-1981) que le granjeó un considerable éxito por muchos años.
Pasó dos años en Estados Unidos, gracias a su fluidez en el manejo del inglés, primero en Nueva York, donde representó una obra en Broadway, para después marcharse a Hollywood. En 1931, apareció en una película con Douglas Fairbanks Jr. y en otra con Buster Keaton. 
De regreso a Francia, su carrera como escritora de canciones despegó cuando sus canciones fueron grabadas por grandes cantantes franceses de la época, como Maurice Chevalier, Charles Trenet y el joven Jean Sablon.
En 1933 apareció en la película francesa Chourinette pero no volvió a participar en una película hasta 1951 en Au fil des ondes. En 1937 se casó con el escritor y filósofo Emmanuel Berl, al que apodó Théodore. 
Tres años después durante la ocupación alemana durante la Segunda Guerra Mundial se vieron obligados a esconderse, ya que eran judíos, en Argentat en el departamento de Corrèze en la región de Lemosín. 
Mireille Hartuch fue un miembro muy activo en la Resistencia francesa y fue cabecilla del comité de liberación local.
Después de la Guerra, a través de sus canciones, entabló una estrecha amistad con Jean Cocteau, Colette, Albert Camus y André Malraux. 
En los años 50, su amigo Sacha Guitry le dio la idea de abrir el Petit Conservatoire de la chanson (Pequeño conservatorio de la canción) para usar su talento en enseñar a los jóvenes cantantes. Fue inaugurado en 1955 y resultó ser una institución altamente beneficiosa en formar un número de exitosos jóvenes cantantes como Frida Boccara, Françoise Hardy, Hugues Aufray, Michel Berger, Safo, Jacqueline Danno, Colette Magny, Alain Souchon y Hervé Cristiani.
En su larga carrera, Mireille Hartuch compuso de más de seiscientas canciones y fue dos veces condecorada por el gobierno por su contribución a la cultura francesa con la Legión de Honor.
En 1995, a los 88 años, participó en un recital en Chaillot vestida por Christian Lacroix
Mireille Hartuch falleció París en 1996 a la edad de 90 años y fue enterrada en el Cementerio de Montparnasse.